# Gatlin Peak
Gatlin Peak är en bergstopp i Antarktis. Den ligger i Västantarktis. Argentina, Chile och Storbritannien gör anspråk på området. Toppen på Gatlin Peak är 2 017 meter över havet, eller 23 meter över den omgivande terrängen. Bredden vid basen är 2,7 km.
Terrängen runt Gatlin Peak är kuperad åt sydost, men åt nordväst är den platt. Trakten är obefolkad. Det finns inga samhällen i närheten.